# Roy Conacher
Roy Gordon Conacher, född 5 oktober 1916 i Toronto, död 29 december 1984 i Victoria, British Columbia, var en kanadensisk professionell ishockeyspelare. Conacher spelade för Boston Bruins, Detroit Red Wings och Chicago Black Hawks i NHL åren 1938–1951.

## Karriär
Roy Conacher debuterade i NHL för Boston Bruins säsongen 1938–39 och ledde ligan med 26 mål på 47 matcher. Trots detta vann han inte Calder Memorial Trophy som ligans bästa nykomling då den utmärkelsen istället gick till målvakten och lagkamraten Frank Brimsek. Conacher och Boston Bruins avslutade säsongen med att vinna Stanley Cup efter att ha finalbesegrat Toronto Maple Leafs. Säsongen National Hockey League 1940/1941 upprepade Bruins Stanley Cup-segern från två år tidigare genom att besegra Detroit Red Wings i fyra raka matcher. Conacher spelade fyra säsonger för Bruins innan han anmälde sig som frivillig till Royal Canadian Air Force, RCAF, under Andra världskriget för vilka han tjänstgjorde under tre år.
Conacher spelade endast fyra matcher för Boston Bruins säsongen 1945–46 men säsongen därefter, 1946–47, var han tillbaka i gammalt gott slag och gjorde 30 mål och 54 poäng på 60 matcher för Detroit Red Wings. Säsongen 1947–48 gick flyttlasset till Chicago Blackhawks där han skulle stanna under fyra och ett halvt år. Under sin andra säsong med Black Hawks, 1948–49, vann Conacher Art Ross Trophy som ligans bästa poänggörare efter att ha spelat ihop till 68 poäng på 60 matcher.
1998 valdes Roy Conacher in som ärad medlem i Hockey Hall of Fame där även hans två äldre bröder Charlie Conacher och Lionel Conacher är invalda.

## Statistik
NOHA = Northern Ontario Hockey Association
| 1933–34    | West Toronto Nationals   | OHA Jr.      | 6   | 0   | 1   | 1   | 0  | —  | —  | —  | —  | —  |
| 1934–35    | West Toronto Nationals   | OHA Jr.      | 9   | 4   | 3   | 7   | 8  | —  | —  | —  | —  | —  |
| 1935–36    | West Toronto Nationals   | OHA Jr.      | 10  | 12  | 3   | 15  | 11 | 5  | 4  | 2  | 6  | 4  |
|            |                          | Memorial Cup | —   | —   | —   | —   | —  | 12 | 8  | 5  | 13 | 11 |
| 1936–37    | Toronto Dominions        | OHA Sr.      | 8   | 3   | 3   | 6   | 4  | 1  | 0  | 0  | 0  | 0  |
| 1937–38    | Kirkland Lake Hargreaves | NOHA         | 14  | 12  | 11  | 23  | 2  | 1  | 1  | 0  | 1  | 0  |
| 1938–39    | Boston Bruins            | NHL          | 47  | 26  | 11  | 37  | 12 | 12 | 6  | 4  | 10 | 12 |
| 1939–40    | Boston Bruins            | NHL          | 31  | 18  | 12  | 30  | 9  | 6  | 2  | 1  | 3  | 0  |
| 1940–41    | Boston Bruins            | NHL          | 41  | 24  | 14  | 38  | 7  | 11 | 1  | 5  | 6  | 4  |
| 1941–42    | Boston Bruins            | NHL          | 43  | 24  | 13  | 37  | 12 | 5  | 2  | 1  | 3  | 0  |
| 1942–43    | Saskatoon RCAF           | SSHL         | 20  | 13  | 8   | 21  | 2  | 3  | 2  | 2  | 4  | 0  |
| 1943–44    | Dartmouth RCAF           | NSDHL        | 3   | 9   | 2   | 11  | 4  | —  | —  | —  | —  | —  |
| 1944–45    | Dartmouth RCAF           | NSDHL        | 4   | 1   | 2   | 3   | 0  | —  | —  | —  | —  | —  |
| 1945–46    | Boston Bruins            | NHL          | 4   | 2   | 1   | 3   | 0  | 3  | 0  | 0  | 0  | 0  |
| 1946–47    | Detroit Red Wings        | NHL          | 60  | 30  | 24  | 54  | 6  | 5  | 4  | 4  | 8  | 2  |
| 1947–48    | Chicago Black Hawks      | NHL          | 52  | 22  | 27  | 49  | 4  | —  | —  | —  | —  | —  |
| 1948–49    | Chicago Black Hawks      | NHL          | 60  | 26  | 42  | 68  | 8  | —  | —  | —  | —  | —  |
| 1949–50    | Chicago Black Hawks      | NHL          | 70  | 25  | 31  | 56  | 16 | —  | —  | —  | —  | —  |
| 1950–51    | Chicago Black Hawks      | NHL          | 70  | 26  | 24  | 50  | 16 | —  | —  | —  | —  | —  |
| 1951–52    | Chicago Black Hawks      | NHL          | 12  | 3   | 1   | 4   | 0  | —  | —  | —  | —  | —  |
| NHL totalt | NHL totalt               | NHL totalt   | 490 | 226 | 200 | 426 | 90 | 42 | 15 | 15 | 30 | 18 |

## Meriter
- Vinnare av NHL:s målliga – 1938–39
- Stanley Cup – 1938–39 och 1940–41
- Art Ross Trophy – 1948–49
- NHL First All-Star Team – 1948–49